# Леффінген
Леффінген (нім. Löffingen) — місто в Німеччині, знаходиться в землі Баден-Вюртемберг. Підпорядковується адміністративному округу Фрайбург. Входить до складу району Брайсгау-Верхній Шварцвальд.
Площа — 88,03 км2. Населення становить 7649 ос. (станом на 31 грудня 2020).